# Řády, vyznamenání a medaile Bhútánu
Systém státních vyznamenání Bhútánu se skládá z řádů a medailí.

## Řády

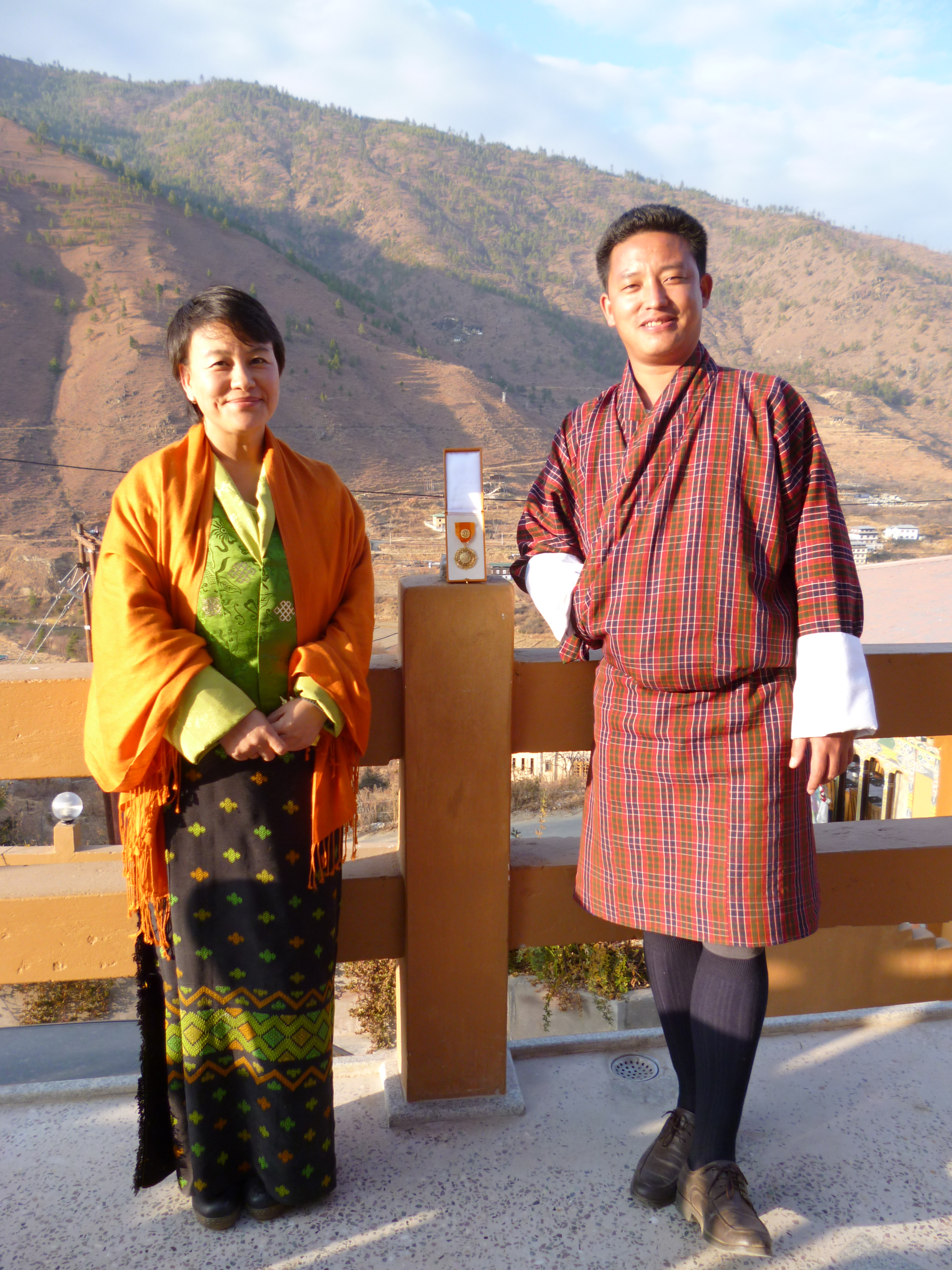
Zástupkyně novin Bhutan Observer s obdrženým Národním řádem za zásluhy

- Řád dračího krále byl založen dne 7. listopadu 2008. Udílen je občanům Bhútánu za služby státu a jeho lidu.[1]
- Řád velkého vítězství Hromového draka byl založen 9. února 1967. Udílen je za mimořádné odhodlání a věrnost.[2]
- Královský řád Bhútánu byl založen v roce 1966. Udílen je za významný přínos k sociálněekonomickému, náboženskému a politickému rozvoji Bhútánu.[3][4]
- Řád kola Hromového draka byl založen dne 9. února 1967. Udílen je za vynikající národní služby.[5]
- Národní řád za zásluhy byl založeno dne 7. listopadu 2008. Udílen je za vynikající a záslužné služby státu.[6][7]

## Medaile
- Medaile Převzetí moci byla založena v listopadu 1909 na památku jeho korunovace v roce 1907. Medaile byla udílena za vynikající služby státu. Po roce 1950 bylo vyznamenání zrušeno.[8][9]
- Korunovační medaile krále Džigme Singgjä Wangčhuga byla založena na památku korunovace krále Džigme Singgjä Wangčhuga, která se konala 2. června 1974.[10]
- Medaile Vítězství Hromového draka je nejvyšším vojenským vyznamenáním Bhútánu. Udílena je v jedné třídě.[11]
- Medaile cti se udílí armádě, královské stráži, příslušníkům milicí, policie a lesní stráže za jejich služby při udržování práva a pořádku. Může být udělena i civilistům za pomoc těmto bezpečnostním složkám.[12]
- Jubilejní medaile krále Džigme Singgjä Wangčhuga byla založena králem Džigme Singgjä Wangčhugem na památku 25. výročí jeho korunovace.[13]
- Korunovační medaile krále Džigme Khesar Namgjel Wangčhuga byla založena v srpnu 2008 na památku korunovace krále Džigme Khesar Namgjel Wangčhuga, která se konala 6. listopadu 2008. Udílena je ve třech třídách.[14][15]
- Medaile Za devět let služby byla založena roku 1966. Udílena je vojákům a policistům za devět let příkladné služby.[16]
- Medaile Za patnáct let služby  byla založena roku 1966. Udílena je vojákům a policistům za patnáct let příkladné služby.[17]
- Medaile Za dvacet pět let služby byla založena roku 1966. Udílena je vojákům a policistům za dvacet pět let příkladné služby.[18]